# Béchir Tekkari
Béchir Tekkari (arabe : بشير التكاري), né le 22 février 1952 à Ksibet el-Médiouni, est un homme politique tunisien.

## Biographie

### Formation
Béchir Tekkari suit des études secondaires au lycée de Monastir, où il obtient son baccalauréat en philosophie en 1970, puis des études supérieures à la faculté de droit de Tunis.
Il y obtient une licence en droit, un diplôme d'études approfondies en droit public et un autre en sciences politiques, puis un doctorat d'État en 1983 et l'agrégation en droit et sciences politiques en 1984. Il est par ailleurs diplômé de l'Institut international des droits de l'homme de Strasbourg et de l'Institut de presse et des sciences de l'information et détenteur du certificat d'aptitude à la profession d'avocat.

### Expérience professionnelle
En 1976, il devient assistant à la faculté de droit de Tunis, avant d'être promu au grade de professeur de l'enseignement supérieur en 1988. Durant sa carrière, il enseigne dans plusieurs établissements tunisiens et européens, occupant également les fonctions de doyen de la faculté de droit de Sousse et de directeur général de l'enseignement supérieur. Il publie par ailleurs des travaux en droit et sciences administratives dans des revues tunisiennes et étrangères.
Attaché à la présidence de la République en septembre 1991, il devient premier président du Tribunal administratif et siège au Conseil constitutionnel de janvier 1992 à son entrée au gouvernement.
Béchir Tekkari est aussi un membre fondateur de l'Association tunisienne de droit foncier et a assumé la vice-présidence de l'Association internationale des hautes juridictions administratives.

### Fonctions gouvernementales
Membre du comité central du Rassemblement constitutionnel démocratique, il entre au gouvernement en tant que ministre de la Justice et des Droits de l'homme, poste qu'il occupe de 1999 à 2010. Il assume ensuite en charge l'Enseignement supérieur et de la Recherche scientifique, du 14 janvier 2010 au 17 janvier 2011.
Une plainte est déposée contre lui le 6 mai 2011 pour abus de pouvoir et détournements de biens publics ; il fait l'objet d'une autre plainte pour abus de pouvoir dans une affaire de chèques sans provision au profit d'un entrepreneur. Il est finalement arrêté le 11 juillet avant d'être libéré un mois plus tard. Le 8 septembre, il est emprisonné à nouveau à la suite d'une plainte déposée dans le cadre de l'affaire du yacht d'Imed Trabelsi avant d'être libéré le 6 novembre 2012.

### Distinctions
- Grand cordon de l'Ordre du 7-Novembre[8] ;
- Commandeur de l'Ordre de la République[1].

### Vie privée
Béchir Tekkari est marié et père de trois enfants.